# Émilie (série de livres)
Ne doit pas être confondu avec Émilie (série télévisée d'animation).

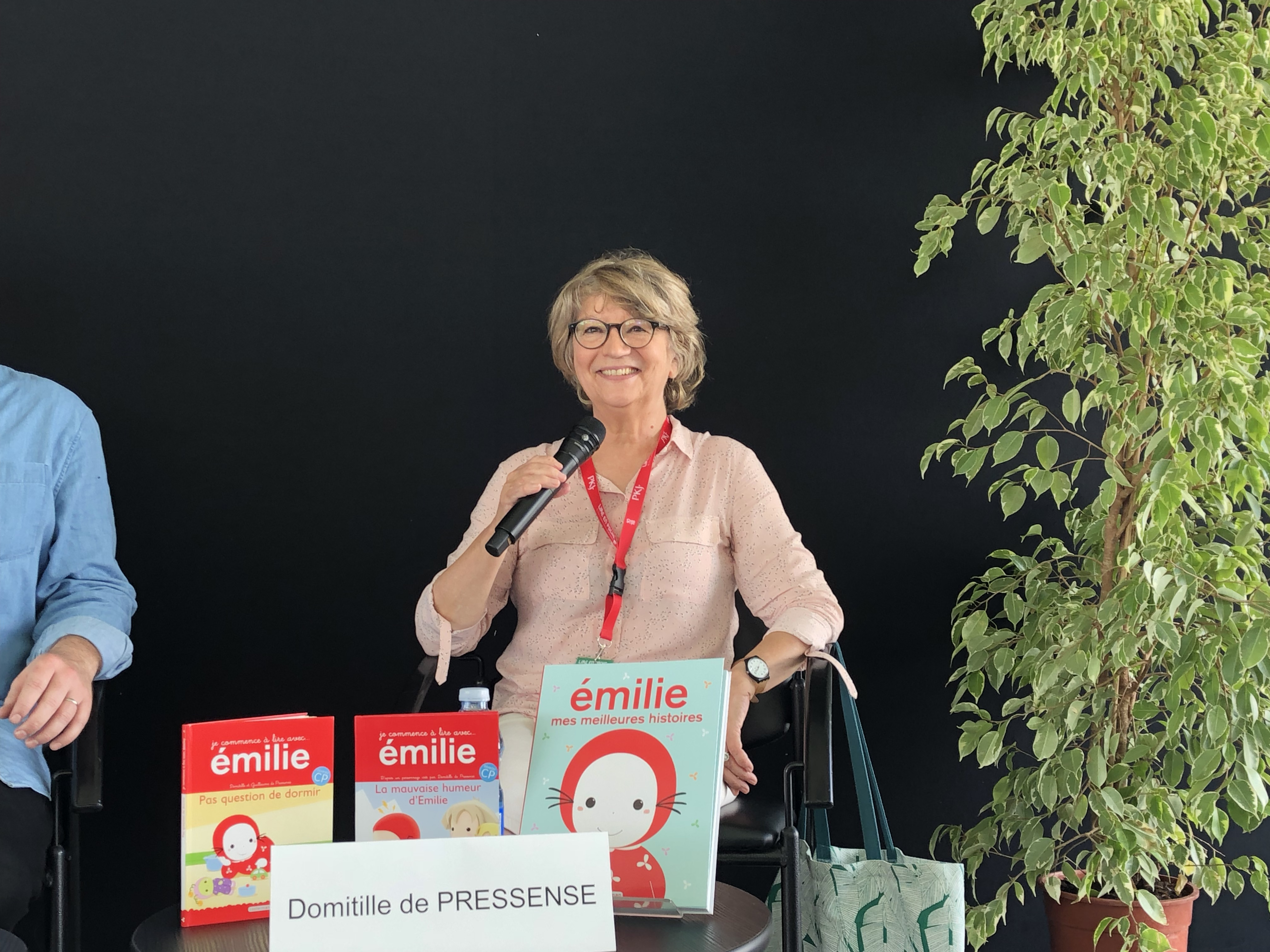
Domitille de Pressensé et quelques albums dÉmilie lors du salon Lire en Poche 2018.

Émilie est une série de livres pour enfants créée en 1975 par l'autrice et illustratrice française Domitille de Pressensé. Elle met en scène les aventures d'Émilie, une petite fille vêtue de rouge, découvrant le monde accompagnée de son hérisson de compagnie. Avec ses dessins sobres et ses textes simples, Émilie devient vite populaire et est utilisée pour apprendre la lecture aux jeunes enfants. 
La série est publiée à partir d'avril 1975 dans la collection Rouge et Or et connaît un grand succès : plus de 60 albums seront publiés entre 1975 et 1992, certains se vendant à plus de 100 000 exemplaires. Face à son succès constant, la série est rééditée à partir de 2008 par Casterman et de nouveaux albums sont publiés par l'autrice. 
Traduite dans une quinzaine de langues, la série est aussi adaptée en dessin animé en 1979 puis en 2012, et fait l'objet de produits dérivés.

## Historique

### Création
Alors qu'elle est étudiante aux beaux-arts de Nantes, Domitille de Pressensé cherche à créer un personnage qui lui permettrait de parler de l'enfance aux adultes,. C'est pendant sa 4e année qu'elle finit par créer le personnage d'Émilie, qui se révèle finalement davantage adapté à un jeune public. Âgée de 4 ans et habillée d'une robe et d'un bonnet rouges (couleur fétiche de l'autrice), Émilie incarne la découverte émerveillée du monde par les tout-petits et est basée sur les propres souvenirs d'enfance de sa créatrice.  
Soucieuse de « dédramatiser la lecture » et de rendre ses histoires accessibles à tous les enfants, même à ceux ayant des difficultés de lecture, Domitille de Pressensé choisie de dessiner Émilie dans un style sobre avec des couleurs primaires et une seule phrase par page, afin que les enfants ne perdent pas le fil de l'histoire. L'héroïne est accompagnée dans ses aventures par d'autres personnages, comme son grand frère Stéphane, sa petite sœur Élise ainsi que par son hérisson de compagnie, Arthur.

### Publication et succès à partir de 1975
Après avoir constaté le succès de ce nouveau personnage auprès d'enfants de son entourage, Domitille de Pressensé décide d'aller à Paris afin de trouver un éditeur pour publier toute une série d'albums consacrés à son héroïne.
La collection Rouge et Or finit par accepter d'en publier quatre, les deux premiers albums sortant en avril 1975. Devant le succès immédiat auprès des parents et des enfants, de nouveaux albums sont rapidement commandés à Domitille de Pressensé. Au rythme d'environ 6 albums par an, elle produit plus de 60 albums entre 1975 et 1992, certains se vendant à plus de 100 000 exemplaires. Les aventures d'Émilie sont alors utilisées par les parents pour apprendre la lecture à leurs enfants, ce que l'autrice n'avait pas anticipé.
La série rencontre un grand succès à l'international également. Elle est ainsi traduite dans une quinzaine de langues, le Japon étant le premier pays où Émilie réussie à s'exporter grâce à ses dessins épurés plaisant au public japonais. Une série télévisée d'animation du même nom, Émilie, est diffusée à partir de 1979 sur Antenne 2, basée sur les aventures de l'héroïne. De nombreux produits dérivés sont également vendus, comme des poupées ou des puzzles,.

### Oubli puis regain d'intérêt dans les années 2000

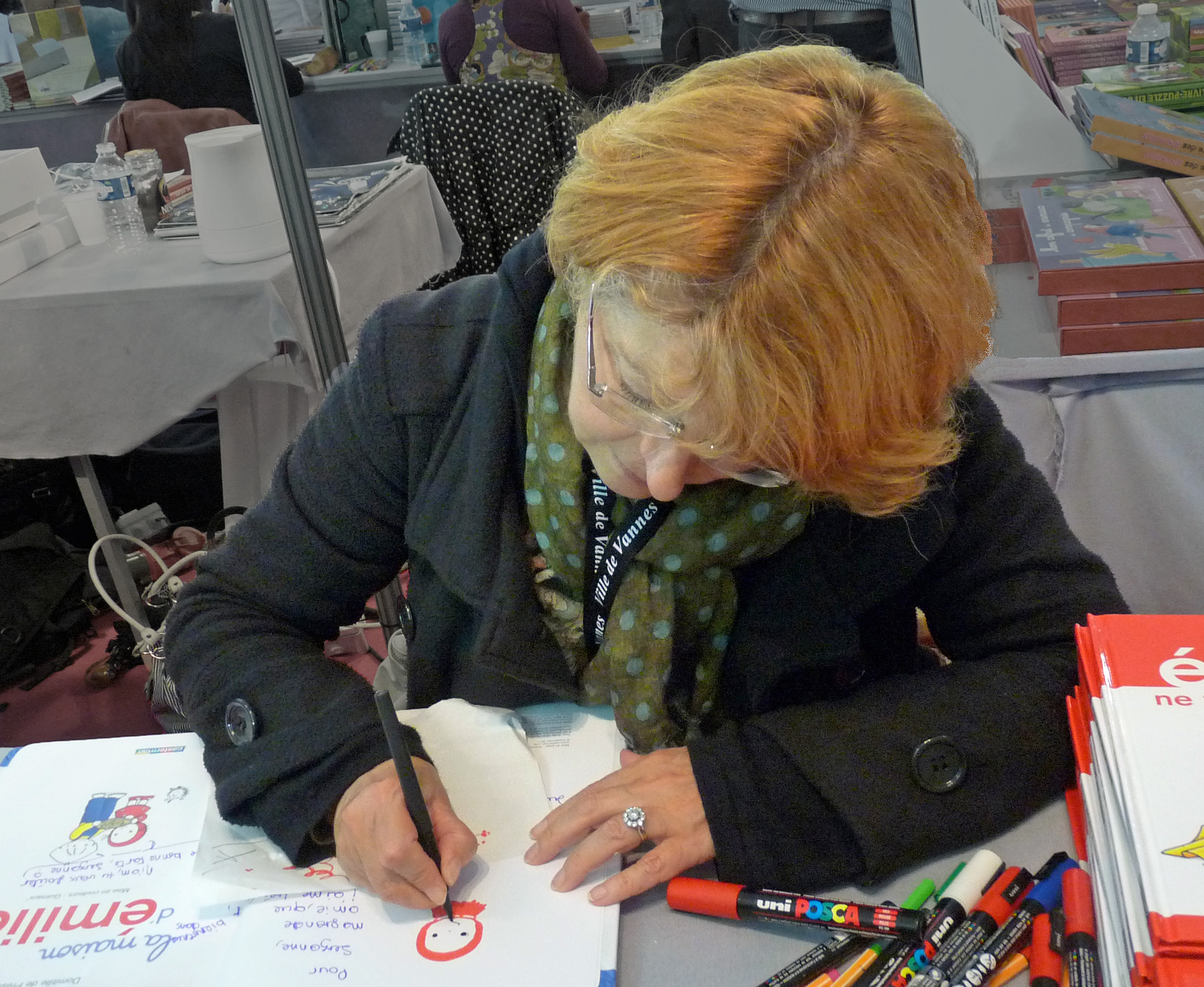
Domitille de Pressensé dédicaçant un album de la série Émilie au Salon du livre en Bretagne (2012).

En 1991, l'éditeur Nathan rachète la collection Rouge et Or et met de côté les aventures d'Émilie, cessant toute publication. Domitille de Pressensé récupère peu à peu les droits sur ses albums.
La série connaît cependant un regain d'intérêt au cours des années 2000. Les enfants ayant grandi avec Émilie, devenus eux-mêmes parents, cherchent alors à se procurer les albums pour les faire découvrir à leurs enfants et contactent l'autrice pour savoir où en acquérir. Cette dernière parvient à convaincre l'éditeur Casterman de rééditer la série à partir de 2008. Elle publie également de nouveaux albums, avec des dessins « rafraichis » et un style plus moderne,, sans changer le fond de l'histoire.  
Les nouveaux albums (et ceux réédités) connaissent immédiatement un grand succès. En 2012, une nouvelle série animée, en 3D cette fois, est diffusée sur France 5, à laquelle collabore l'autrice et un de ses fils.  
Plus d'un million d'exemplaires des aventures d'Émilie ont été vendus entre 1975 et 2013.  

## Publications
Éditions G.P., collection "Or et bleue"
- Émilie. Paris : Éditions G.P., 1975, 29 p. (Or et bleue)
- Émilie et Arthur
- Émilie et Sidonie, 1975
- Émilie et les Papillons, 1975
- Émilie sous un parapluie
- La mauvaise humeur d'Émilie
- Émilie et l'oie perdue
- Émilie et ses cousins
- Émilie et la souris à moustaches, 1977
- Émilie et le petit sapin
- Émilie et les lunettes de Nicolas
- Le pique-nique d'Émilie
- Émilie au marché. Paris : Éditions G.P., 1981, 26 p. (Or et bleue).  (ISBN 2-261-00807-4)
- La Cabane d'Émilie. Paris : Éditions G.P., 1981, 26 p. (Or et bleue).  (ISBN 2-261-00848-1)
- Émilie va à la pêche
- Émilie a peur du noir. Paris : Éditions G.P., 1981, 28 p. (Or et bleue. Émilie ; 31).  (ISBN 2-261-00944-5)
- Émilie fait pipi au lit
- Émilie et la tortue
- Émilie et la grande tempête
- Émilie et la petite Chloé, 1977
- Émilie et la dent de Stéphane
- Émilie n'a pas sommeil, 1977
- Émilie joue à cache-cache, 1978
- Émilie et Gregory le petit anglais
- Émilie, Arthur et tous les autres. Paris : Éditions G.P., 1978, 25 p. (Or et bleue).  (ISBN 2-261-00501-6)
- La maladie d'Émilie
- L'Alphabet avec Émilie. Paris : Éditions G.P., 1979, 25 p. (Or et bleue).  (ISBN 2-261-00570-9)
- Je compte avec Émilie
- Le gâteau d'Émilie
- Émilie et le bébé de neige
- Émilie se baigne
- Émilie se déguise
- Émilie et les poussins
- Émilie et le cousin d'Arthur
- Émilie et la fête de Sidonie
- Émilie et le petit oiseau
- Émilie boude

Collection mini-Émilie
- C'est moi, Émilie. Paris : G.P. rouge et or, 1979, 8 p.  (ISBN 2-261-00644-6)
- Emilie joue
- Dans le jardin d'Emilie
- Comme Émilie. Paris : G.P. rouge et or, 1981.  (ISBN 2-261-00863-5)
- Pour Émilie. Paris : G.P.rouge et or, 1981.  (ISBN 2-261-00917-8)
- La poche d'Emilie
- Emilie dessine
- Émilie aime se promener. Paris : G.P. Rouge et or, 1980, 8 p.  (ISBN 2-261-00680-2)
- Bonjour Emilie
- Le panier d'Emilie
- Dans la chambre d'Émilie. Paris : G.P. rouge et or, 1981.  (ISBN 2-261-00918-6)
- Arthur, le hérisson d'Émilie. Paris : G.P. rouge et or, 1982.  (ISBN 2-261-00975-5)
- L'École d'Émilie. Paris : GP Rouge et or, 1983, 56 p.  (ISBN 2-261-01257-8)
- Émilie fait du camping, 1984
- Le Bateau d'Émilie. Paris : G. P., 1985, 28 p. (Or et bleue ; 50).  (ISBN 2-261-01687-5)
- Le Château de sable d'Émilie. Paris : GP, 1987, 26 p. (Or et bleue ; 55).  (ISBN 2-261-02029-5)

Livre-valise Émilie
- Le Panier d'Émilie. Paris : Rouge et or, 1989, 6 p. (Livre-valise Émilie ; [1]).  (ISBN 2-261-02737-0)
- Émilie se lève. Paris : Rouge et or, 1989, 6 p. (Livre-valise Émilie ; [2]).  (ISBN 2-261-02736-2)
- La Poche d'Émilie. Paris : Rouge et or, 1989, 6 p. (Livre-valise Émilie ; [3]).  (ISBN 2-261-02738-9)
- La Chambre d'Émilie. Paris : Rouge et or, 1989, 6 p. (Livre-valise Émilie ; [4]).  (ISBN 2-261-02735-4)

Pocket, collection "Kid pocket"
- L'Invitation surprise. Paris : Pocket, 1993, 29 p. (Kid pocket ; 4).  (ISBN 2-266-05795-2)
- Arthur a disparu. Paris : Pocket, 1994, 29 p. (Kid pocket ; 33).  (ISBN 2-266-05783-9)
- La Mauvaise humeur d'Émilie. Paris : Pocket, 1994, 29 p. (Kid pocket ; 42).  (ISBN 2-266-00776-9)
- Émilie s'est perdue. Paris : Pocket, 1994, 29 p. (Kid pocket ; 52).  (ISBN 2-266-00745-9)
- Émilie et les feuilles mortes. Paris : Pocket, 1994, 28 p. (Kid pocket ; 63).  (ISBN 2-266-00847-1)
- Émilie, Guillaume et son câlin. Paris : Pocket, 1995, 28 p. (Kid pocket ; 92).  (ISBN 2-266-06511-4)
- Émilie ne veut pas manger. Paris : Pocket, 1995, 29 p. (Kid pocket ; 150).  (ISBN 2-266-06822-9)
- Émilie, Alexandre et l'hôpital. Paris : Pocket, 1996, 29 p. (Kid pocket ; 181).  (ISBN 2-266-07069-X)
- Émilie n'aime plus Élise. Paris : Pocket, 1996, 29 p. (Kid pocket ; 239).  (ISBN 2-266-07129-7)